# Maesa macilenta
Maesa macilenta là một loài thực vật có hoa trong họ Anh thảo. Loài này được E. Walker mô tả khoa học đầu tiên năm 1931.